# Bet Guvrin-Maresha
Bet Guvrin-Maresha est un parc national d'Israël. Il s'étend sur une surface de 5 km2. On y trouve de nombreuses cavernes et des restes archéologiques importants. Au sommet du site se trouve le tel de Marésha.

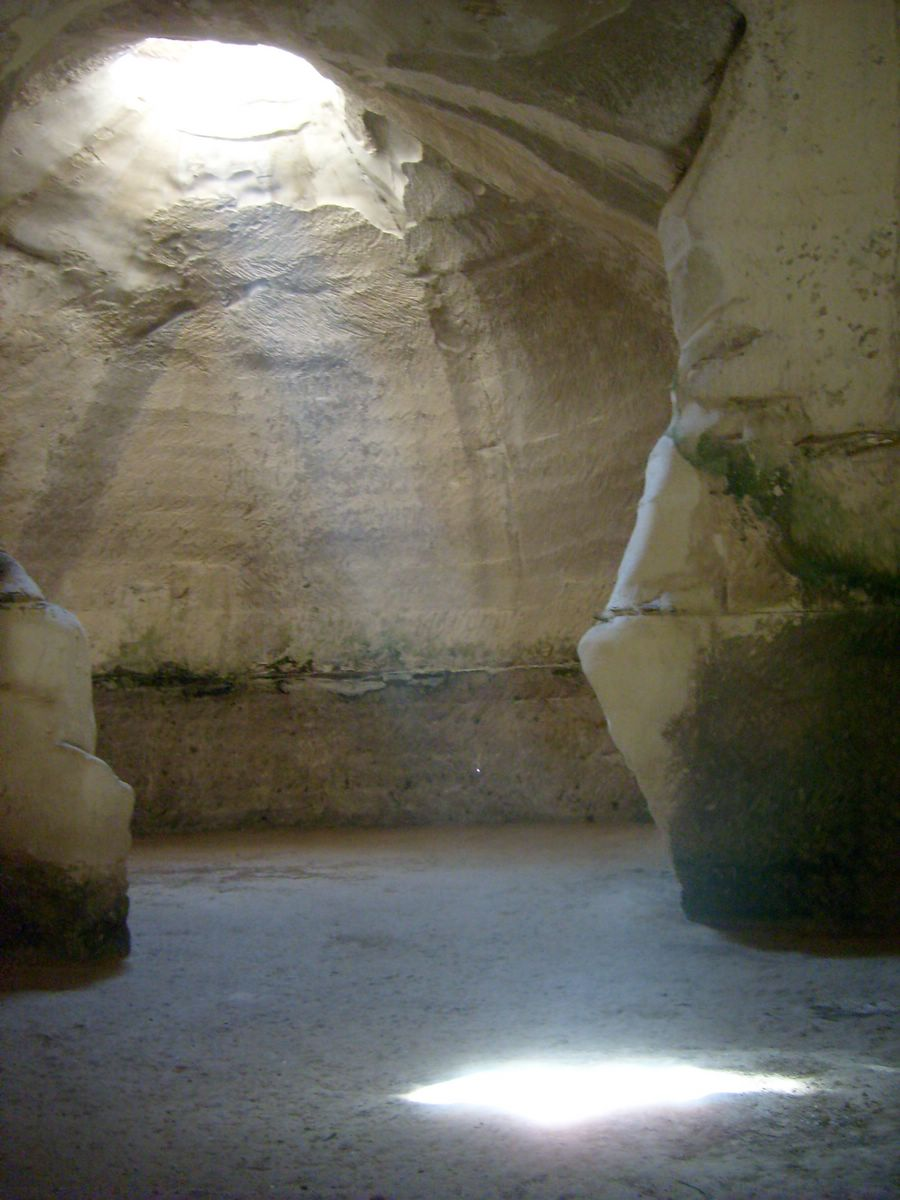
Grotte en forme de cloche

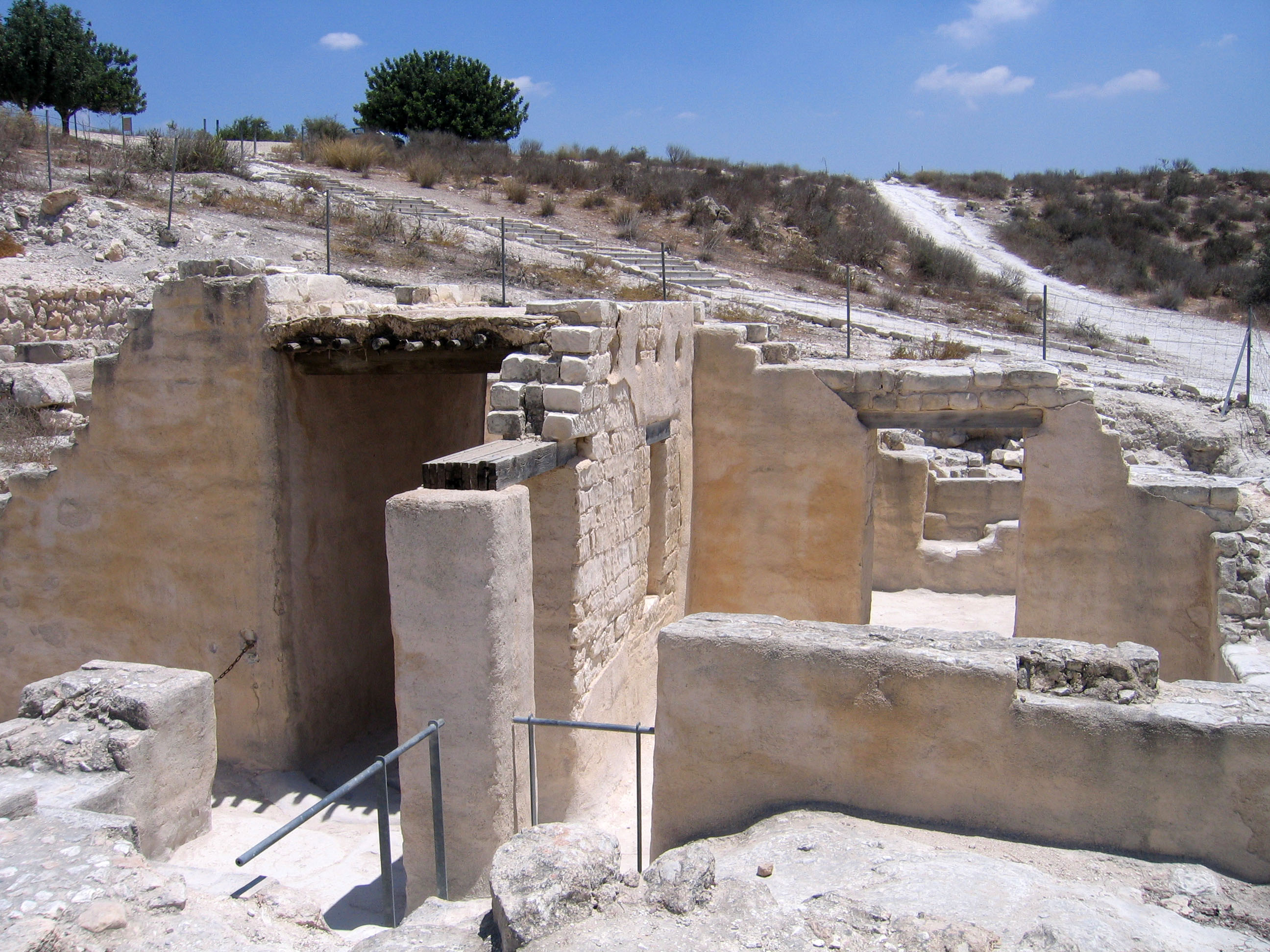
Maison d'habitation

La couche géologique de craie tendre de la région, situé sous une fine couche de calcaire plus dur, a conduit à la formation de grottes en forme de cloches avec une ouverture au sommet. Par ces ouvertures, du calcaire a pu être extrait à des fins de construction. Les grottes qui restent ont été utilisées pour différents usages : habitation, pressoir, réservoir d'eau, tombes.
Les grottes présentent une bonne acoustique qui est exploitée pour l'organisation de concerts.
Dans le parc se trouvent les sites archéologiques de Marésha et de  Beth Govrin. 
On y trouve également : 
- un cimetière des IIIe et IIe siècles av. J.-C. avec deux grottes présentant des niches ;
- la grotte polonaise, ainsi appelée car des soldats polonais y ont gravé le mot « Varsovie » et l'aigle symbolisant la Pologne lorsqu'ils visitèrent la grotte en 1943 pendant la Seconde Guerre mondiale ;
- la grotte du Colombarium qui servit à l'élevage de colombes. À la fin du IIIe siècle, l'élevage de colombes cessa et les niches servirent d'entrepôt ;
- les grottes aux baignoires, avec des canaux pour l'acheminement d'eau ;
- la grotte du pressoir, pour la production d'huile d'olive ;
- les maisons d'habitation et les citernes d'époque hellénistiques, reliées au colombarium par un passage souterrain ;
- une tour fortifiée au sommet de la colline de Marésha ;
- l'église byzantine Sandahanna (Santa Hanna) ;
- les grottes aux cloches ;
- un amphithéâtre.